# Centro de Investigaciones Históricas de la Democracia Española
El Centro de Investigaciones Históricas de la Democracia Española (CIHDE) surgió como proyecto en el año 2003, pretendiendo agrupar a profesores investigadores de las universidades madrileñas, a partir de la iniciativa de algunos profesores del Departamento de Historia Contemporánea de la Universidad Nacional de Educación a Distancia. 

## Historia
El CIHDE fue reconocido como grupo de investigación consolidado de la UNED en 2006, habiendo renovado dicho reconocimiento en 2012. El CIHDE organiza un seminario mensual de Historia de España del siglo XX, así como Jornadas y Congresos, en colaboración con otras universidades, fundaciones y la Asociación de Historiadores del Presente (fundada en 2001). Promueve la publicación de la revista semestral Historia del Presente y la edición de libros colectivos y tesis doctorales, mediante un convenio establecido en 2007 con la editorial Eneida.
A través de la Cátedra del Exilio, patrocinada por el Banco de Santander, ha dotado becas predoctorales y ayudas para estancias de investigación en Madrid. Asimismo, sus miembros tutorizan estancias de investigadores de diversas universidades extranjeras, de forma especial, de México e Italia. El CIHDE, gracias a la financiación competitiva del Ministerio de Ciencia, del Ministerio de Educación y de la Cátedra del exilio, ha promovido diversos proyectos de investigación, así como los Diccionarios históricos en curso Exiliados en México. Política y sociabilidad y Emigrantes y exiliados en América después de la guerra civil. Para el periodo 2012-2015 la Dirección General de Investigación ha aprobado el proyecto "Historia del PSOE: construcción del partido y reformismo democrático, 1976-1990".
Por último, el CIHDE archiva un fondo de un centenar de testimonios orales de políticos, sindicalistas e intelectuales, recogidos entre 1984 y 2012.